# John Ireland (politiker)

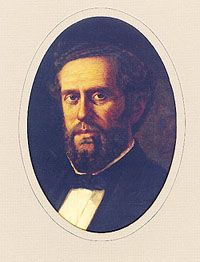
John Ireland, cirka 1884

John Ireland, född 21 januari 1827 i Hart County, Kentucky, död 15 mars 1896 i Seguin, Texas, var en amerikansk demokratisk politiker. Han var den 18:e guvernören i Texas 1883–1887.
Irelands föräldrar var invandrare från Irland. Han växte upp i Kentucky, inledde 1852 sin karriär som advokat och flyttade året efter till Texas. I amerikanska inbördeskriget tjänstgjorde han i sydstatsarmén och avancerade till överste.
Ireland tjänstgjorde som domare i Texas högsta domstol 1875–1876. Han bestämde sig sedan att kandidera till USA:s senat men han förlorade demokraternas nominering mot Richard Coke. I 1882 och 1884 års guvernörsval vann Ireland mot George W. "Wash" Jones, en obunden kandidat som fick stöd från Republikanska partiet och Greenbackpartiet.